# Мега Шыгыс
«Ме́га Шыгы́с» (каз. «Мега Шығыс») — крупный торговый центр в Актобе. Ранее был известен как рынок «Шыгыс» (рус. Восток), который затем был трансформирован в крупный торговый центр с несколькими этажами (ныне торговые ряды под открытым небом занимают лишь небольшую площадь у здания торгового центра).
На казахстанском республиканском конкурсе «Сауда Үздігі» («Отличник торговли») в 2014 году рынок «Шыгыс» занял третье место в номинации «Лучший торговый рынок». В 2019 году «Мега Шыгыс» был признан «Лучшим торговым центром».

## История
Изначально «Шыгыс» был обычным вещевым рынком, где под открытым небом стояли ряды контейнеров, владельцы или арендаторы которых продавали товары различных категорий для жителей и гостей города. В 2006 году на территории рынка был построен торговый центр, получивший название «Мега Шыгыс», площадь которого составила 23000 м². Также появились несколько крытых павильонов: «Табыс», «Шаттық», «Мерей» и др. В дальнейшем ТЦ «Мега Шыгыс» был расширен и в данный момент представляет из себя крупное 4-этажное здание (1 подземный этаж и 3 над землёй), состоящее из четырёх блоков (существуют внутренние переходы из одного блока в другой). Помимо многочисленных бутиков с одеждой, обувью, ювелирными изделиями и др. товарами, в «Мега Шыгыс» расположен магазин бытовой техники и электроники «Sulpak», множество кафе и столовых, а также детский развлекательный центр.
Летом 2014 года было обновлено дорожное покрытие у рынка и обустроена стоянка для автомобилей. Из-за дорожных работ долгое время доступ к рынку был практически полностью перекрыт, что вызвало нарекания со стороны предпринимателей.
В 2015 году ТЦ Мега Шыгыс был расширен и был добавлен Блок 3 

## Владельцы
Рынок ранее принадлежал товариществу с ограниченной ответственностью «Шыгыс Трэйд Актобе», директором которой до 2012 года был депутат маслихата Актобе Дмитрий Адамович Довматенко. До него должность директора рынка занимал ныне осужденный Вадим Фалалеев, который на судебном процессе заявил о том, что реальным владельцем рынка является депутат парламента Казахстана Марал Сергазиевич Итегулов. По последним официальным данным (2018), ТЦ «Мега Шыгыс» принадлежит ТОО «Акмаржан» под руководством Аскара Жумагазиевича Ермаханова (ранее был директором Центрального рынка в Актобе).

## Финансовые показатели
По данным налоговой отчётности, прибыль рынка «Шыгыс» в 2011 году составила около 300 млн тенге. Но, по словам некоторых предпринимателей, недовольных налоговой политикой рынка, сумма прибыли составляет около 1,5 млрд тенге и в несколько раз превышает официально заявленные цифры.